# Diospyros apiculata
Diospyros apiculata är en tvåhjärtbladig växtart som beskrevs av William Philip Hiern. Diospyros apiculata ingår i släktet Diospyros och familjen Ebenaceae. Inga underarter finns listade i Catalogue of Life.